# Князев, Сергей Сергеевич
Сергей Сергеевич Князев (10 августа 1981) — киргизский футболист, защитник. Выступал за сборную Кыргызстана.

## Биография

### Клубная карьера
Начал взрослую карьеру в 1998 году в бишкекском «Динамо», с которым в 1998 и 1999 годах становился чемпионом Кыргызстана, а в 2000 году — серебряным призёром чемпионата. После того, как «Динамо» потеряло прежнее финансирование и было переименовано в «Эркин-Фарм», футболист покинул команду. Вторую половину сезона 2001 года провёл в столичном СКА ПВО, однако не пробился в состав, сыграв всего один матч.
С 2002 года в течение десяти сезонов выступал за «Дордой». Неоднократный чемпион Кыргызстана (2004—2009, 2011), серебряный (2010) и бронзовый (2002, 2003) призёр. Обладатель Кубка Кыргызстана 2004, 2005, 2006, 2008, 2010. На международном уровне становился победителем (2006, 2007) и финалистом (2005, 2008, 2009, 2010) Кубка президента АФК.
В конце карьеры выступал за «Динамо-МВД» (Бишкек) и «Нефтчи» (Кочкор-Ата).
В 2015 году получил тренерскую лицензию «С».

### Карьера в сборной
В национальной сборной Кыргызстана дебютировал 29 ноября 2003 года в матче отборочного турнира чемпионата мира против Пакистана. В 2006 году принимал участие в Кубке вызова АФК, сыграл все 5 матчей, а сборная стала бронзовым призёром. Последние матчи провёл в 2008 году.
Всего за сборную Кыргызстана сыграл в 2003—2008 годах 17 матчей.